# ملعب إي بي آر يو
ملعب إي بي آر يو هو ملعب متعدد الاستخدام يقع في مدينة بورت إليزابيث الجنوب الأفريقية . غالبا ما يتم استخدامه لمباريات كرة القدم بالإضافة إلى الرجبي . يسع لجلوس 33،852 متفرج .